# RK Ivan Mikanovci
RK "Ivan" (RK Ivan-Mikanovci; Ivan; Ivan Mikanovci; Ivan Stari Mikanovci) je muški rukometni klub iz Starih Mikanovaca, Vukovarsko-srijemska županija, Republika Hrvatska. 

U sezoni 2024./25. RK "Ivan-Mikanovci" se natjecao u "2. HRL – Istok", ligi trećeg stupnja hrvatskog rukometnog prvenstva za muškarce. 

## Uspjesi
2. HRL – Istok
- prvaci: 2024./25.

3. HRL – Istok
- prvaci: 2022./23.

## Pregled plasmana po sezonama
| sezona                | rang lige | liga           | dio | poz. | klubova u ligi | ut | pob | ner | por | gol+ | gol- | bod | doigravanje | napomene | izvori |
| --------------------- | --------- | -------------- | --- | ---- | -------------- | -- | --- | --- | --- | ---- | ---- | --- | ----------- | -------- | ------ |
|                       |           |                |     |      |                |    |     |     |     |      |      |     |             |          |        |
| Ivan / Ivan Mikanovci |           |                |     |      |                |    |     |     |     |      |      |     |             |          |        |
| 2022./23.             | IV.       | 3. HRL – Istok |     | 1.   | 9              | 16 | 14  | 0   | 2   | 543  | 404  | 28  |             |          |        |
| 2023./24.             | III.      | 2. HRL – Istok |     | 7.   | 10             | 18 | 8   | 0   | 10  | 573  | 593  | 16  |             |          |        |
| 2024./25.             | III.      | 2. HRL – Istok |     | 1.   | 10             | 18 | 14  | 1   | 3   | 588  | 490  | 29  |             |          |        |
|                       |           |                |     |      |                |    |     |     |     |      |      |     |             |          |        |
|                       |           |                |     |      |                |    |     |     |     |      |      |     |             |          |        |

## Vanjske poveznice
- RK IVAN - Mikanovci, facebook stranica

- sportilus.com, Rukometni klub Ivan Mikanovci